# Ієн Гіллан
Ієн (Ян) Гіллан (англ. Ian Gillan, нар. 19 серпня 1945, Лондон, Велика Британія) — англійський рок-вокаліст, фронтмен, композитор та пісняр.
Найбільш знаний як фронтмен, композитор та текстяр рок-гурту Deep Purple. Крім того, Гіллан за свою довгу кар'єру був учасником багатьох інших гуртів, найвідоміші з яких — Black Sabbath та Gillan. Також виконав партію Ісуса Христа у рок-опері Ендрю Ллойда Веббера Jesus Christ Superstar (укр. Ісус Христос - суперзірка).
Ієн Гіллан вирізняється потужним голосом та надзвичайно широким вокальним діапазоном. У свої найкращі роки він міг брати високу для співака-чоловіка ноту до третьої октави (C6)[джерело?]. Його талант грудного співу найкраще виявляється в альбомах Deep Purple 1970—1973 років.
В різні часи брав участь у рок-гуртах Moonshiners, The Javelins, Wainwright's Gentlemen, Episode Six, Ian Gillan Band, Sweet. Записав альбом Born Again з гуртом Black Sabbath. Також учасник супергурту Whocares.

## Ранні роки життя
Батько музиканта, Білл Гіллан, шотландець за походженням прибув в Лондон з Глазго, де в віці 13 років покинув школу. В Лондоні Білл працював комірником на фабриці. Мама, Одрі Гіллан, була старшою дитиною в сім'ї з чотирьох дітей, які всі насолоджувались музикою і співом, а батько (дід Гіллана) був оперним співаком, і піаністом-аматором. Гіллан народився 19 серпня 1945 року у пологовому будинку Чизік, в Міддлсексі. 1948 року народилась сестра Гіллана Поліна. Одним з перших музичних спогадів Гіллана була його мати, яка грала на піаніно «Blue Rondo a la Turk». Батьки Гіллана переїжджали по різних соціальних квартирах, поки не осіли в Кренфорді — районі Гаунслоу. В дитинстві Гіллан любив тварин, а також комікси Dan Dare. Батьки співака розійшлись, коли стало відомо, що Білл Гіллан мав роман на стороні під час служби в армії в роки війни.
З 4 років Ієн Гіллан відвідував коледж Хаунслоу. В підлітковому віці, як і багато його сучасників, захоплювався творчістю Елвіса Преслі. Після коледжу Гіллан перейшов в Граматичну школу в Ектоні (англ. Acton High School), де навчався в одному класі з Пітом Таунсендом, одним із засновників гурту The Who. Однак після перегляду фільму з Елвісом Преслі в місцевому кінотеатрі Гіллан закинув навчання, вирішивши, що стане рок-н-рольним співаком. Пізніше він влаштувався на одну з фабрик в Гаунслоу, яка займалася виробництвом холодильних установок.

## Кар'єра

### Ранні роки
Кар'єра Іена Гіллана розпочалась з участі в гурті Moonshiners. До складу гурту входили сам Гіллан (вокал, ударні) і Кріс Ейлмер (гітара) (пізніше працював з Брюсом Дикінсоном). Учасники гурту робили кавер-версії пісень Томмі Роу і The Shadows. З часом, він зрозумів, що не може одночасно співати і грати за ударною установкою і вирішив зосередитися на вокалі. Гурт регулярно виступав у залі місцевого молодіжного клубу Сакт-Дунстан. В 1962—1964 роках Гіллан виступав в гурті The Javelins. Гурт грав кавер-версії Сонні Бой Вільямсона, Чака Беррі, Джеррі Лі Льюіса і Літтл Річарда, і була першими замовниками місцевої музичної крамниці, яка належала Джиму Маршаллу. Потім до 1965 року він був в складі Wainwright's Gentlemen. В складі цих гуртів тісно співпрацював з гуртом Sweet, учасники якої, гітарист Гордон Фермінер і ударник Мік Такер в різні часи грали з Гілланом. Wainwraight's Gentlmen записала декілька треків, включаючи кавер-версію хіта Hollies «Ain't That Just Like Me». Хоча гурт відіграв декілька концертів у популярних місцевих музичних закладах, вона не мала особливої популярності. І тому у квітні 1965 року Гіллан вирішив приєднатись до Hatch End, на основі якої був створений гурт Episode Six.

### Episode Six
Гіллан зв'язався з менеджером Episode Six Глорією Брістоу, яка працювала на Гельмута Гордона, першого менеджера The Detours, які потім стали the Who. Гіллан замінив вокаліста Енді Росса, який залишив гурт, щоб одружитися. До гурту приєднався клавішник і співак Шейла Картер, гітаристи Грем Картер і Тоні Ландер, басист Роджер Гловер і ударник Гарві Шилдс. Гіллан вважає Episode Six своїм першим професійним гуртом, який на початках спонсорував і займався організаторськими справами Тоні Блекберн, який час від часу супроводжував Гіллана на сцені. Episode Six виступав з концертами у Великій Британії, а пізніше відвідали Німеччину і Бейрут, і мали регулярні покази на ВВС. Під час роботи в Episode Six Гіллан почав писати пісні разом з Гловером, створивши в кінцевому рахунку, довготривале партнерство. Після напруженого туру в Бейруті, Шилдз покинув гурт і його замінив спочатку Джон Керрісон, а потім на Мік Андервуд. Андервуд до цього грав у Outlaws з Річі Блекмором, і саме через нього відбувся контакт з Гіллмором з метою формування Deep Purple в 1968 році. Ґіллмор спочатку відмовився від ціє пропозиції though by 1969, after having released nine singles, none of which charted in the UK,, але до кінця 1969 року, після випуску 9 синглів, жоден з яких не потрапив до чартів у Великій Британії, і вирішивши що такий стиль музики значно обмежує його, він вирішив покинути Episode Six.

### Deep Purple, 1969-73
Після того, як учасники гурту Deep Purple Джон Лорд і Річі Блекмор, які якраз шукали заміну Роду Евансу, який не вписувався в вибраний ними новий стиль гурту, побачили Гіллана на одному з виступів Episode Six, вони запропонували йому приєднатися до гурту, замінивши Рода.

Барабанщик Deep Purple Ієн Пейс пізніше так сказав про зміну вокаліста і басиста гурту: 

«Род і Нік досягли межі своїх можливостей в гурті. Род мав прекрасний вокал для балад, але його обмеженість ставала все очевиднішою. Нік був прекрасним басистом, але його погляди були спрямовані в минуле».

Так Гіллан влітку 1969 року приєднався до Deep Purple, привівши з собою з Episode Six басиста Роджера Гловера. Якраз цей склад гурту заведено вважати класичним, так званим Deep Purple Mark II. Пізніше Гіллан згадував, що при зустрічі з Deep Purple його вразила насамперед інтелігентність Джона Лорда, від якого він очікував гіршого. Гловер, навпаки, був наляканий похмурістю учасників нового гурту, які «… носили чорний одяг і виглядали дуже загадково»
Першим записом Гіллана в складі нового гурту був написаний Джоном Лордом альбом Concerto for Group and Orchestra (в виконанні Deep Purple і Королівського філармонічного оркестру), записаний на концерті в Альберт-холлі 24 вересня 1969 року. Після цього були записані класичні альбоми In Rock (1970), Fireball (1971), Machine Head (1972).

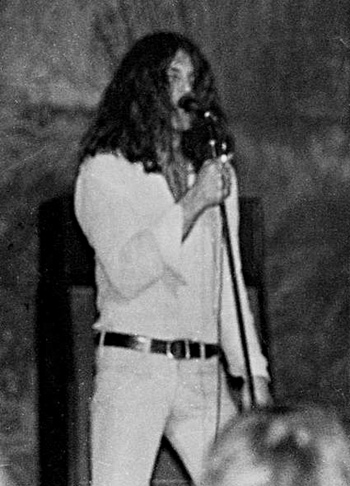
Гіллан в 1972 році

Між записом цих альбомів, а саме в грудні 1970 року, вийшла рок-опера, написана Ендрю Ллойд Уеббером з лібрето Тіма Райса — «Ісус Христос - суперзірка», яка стала класикою світової музики. Головну партію, арію Ісуса Христа, в ній виконує Іен Гіллан. В 1973 році на екрани вийшов фільм «Ісус Христос — суперзірка», проте в цій версії, яку від оригіналу відрізняли аранжування, партію Христа виконав інший вокаліст (Тед Нілі, Ted Neeley), оскільки Гіллан, який мав щільний графік гастролей з Deep Purple, поставив занадто високі вимоги для своєї участі: він не тільки вимагав £250,000 за цю роль, без згоди менеджера, а й хотів оплати всім членам гурту, оскільки знімання перешкоджало гастрольному туру.
Останнім альбомом Гіллана, записаним в складі Deep Purple в 1970-х роках, став Who Do We Think We Are, альбом 1973 року, названий так, тому що італійці, обурені рівнем шуму на фермі, де записувався альбом, задавали одне і те саме запитання: «Ким вони себе вважають?» («Who do they think are?»). З 1972 року стосунки між Гілланом і Блекмором стали псуватися. Пізніше вони погіршали на стільки, що під час гастролей Гіллан їздив окремо від усіх. Восени 1972 року Гіллан написав заяву про звільнення з гурту, проте менеджери вмовили його закінчити запис вже розпочатого Who Do We Think We Are. Цей альбом так розчарував критиків і самих музикантів, що стосунки між ними зіпсувались остаточно, внаслідок чого гурт покидає Гловер, а за ним і Гіллан, якого замінив Девід Ковердейл.

### Пост-Purple
Після свого першого відходу з Deep Purple Гіллан на деякий час відійшов від музики, зайнявшись різними невдалими бізнес-проєктами. Спочатку вклав £300,000 інвестицій в готель біля Оксфорду. Потім був Mantis мотоциклетний проєкт, який постраждав від розпаду Британської мотоциклетної промисловості в середині 1970-х, що змусило Гіллана його ліквідувати. Більш успішно пройшли інвестиції в Kingsway Studios в 1974 році, яка організувала живий концерт Butterfly Ball 16 жовтня 1974 року, замінивши Ронні Джеймса Діо в останню хвилину. Натхненний прийомом, він вирішив відновити свою музичну кар'єру.

### Гурт Ian Gillan
У 1975 році Гіллан сформував гурт Ian Gillan разом з гітаристом Реєм Фенвік, клавішникои Майком Мораном, якого скоро замінив Міккі Лі Соул, а потім Коліном Таунсом, барабанщиком Марком Нойсіфом і басистом Джоном Густаффсоном. Перший альбом, Child in Time, вийшов в січні 1976 року, наступний, Clear Air Turbulence, у квітні 1977, і в жовтні цього ж року Scarabus. Звучання гурту відрізнялося від джаз-року, який хоча і цікавив Гіллана, виявився непопулярним, особливо на фоні панк-року, який був популярний на той час.

### Гіллан
Пізніше Гіллан сформував новий гурт, який називався просто — Gillan, залишивши Таунса (з яким писав більшість матеріалу), і запросивши гітариста Стіва Берда, басиста Джона Маккойя і барабанщика Піта Барнакла. Берд і Барнакл скоро були замінені на Берні Торме і колишнього колегу по гурту Episode Six Міка Андервуда (після Gillan Торме грав у своєму власному панк-тріо.). Цей гурт мав потужніше хард-рокове звучання. Перший альбом Mr. Universe був виданий в жовтні 1979 року, він повернув Гіллана в британські чарти, хоча незалежна звукозаписуюча компанія Acrobat Records, на якій вийшов альбом, незабаром зачинилася, був підписаний новий контракт з лейблом Річарда Бренсона Virgin Records.
На різдво 1979 року Гіллан відвідав Блекмора, який запропонував йому місце провідного вокаліста в Rainbow. Гіллан відмовився через меншу завантаженість ніж у його власному гурті. Однак, вони відіграли декілька джемів протягом трьох ночей в Marquee Club — вперше на одній сцені з 1973 року.
Гіллан продовжує, видаючи альбом Glory Road в 1980 році, який містив хіт Trouble, і в результаті гурт декілька разів виступив на Top of the Pops. Він вважав, що цей альбом був його найкращою роботою з Machine Head, який вийшов майже десять років тому. Після наступних альбомів Future Shock і Double Trouble, звільнили Торме, через відсутність на Top of the Pop і замінили на Яніка Жерса. Жерс з'явився на останній альбом гурту Magic.
У 1982 році Гіллан оголосив про розпуск гурту, через необхідність відпочинку своїх пошкоджених голосових зв'язок. Тон і стиль його співу значно змінились, після того як він повернувся. Його голос набув більш носового відтінку, і це можна почути на всіх альбомах, які він випустив з 1983 року і по сьогоднішні дні. Стало дуже помітне використання мульти-трекового бек-вокалу. Решта учасників гурту, зокрема Маккой і Таунс, не були щасливі від раптового розпуску гурту так швидко після успішного альбому Magic, і подали до суду на Гіллана за авторські права.

### Black Sabbath
В 1983 році менеджер Дон Арден запросив Гіллана приєднатися до Тоні Айоммі, Ґізера Батлера і Білла Ворда (всі засновники Black Sabbath), щоб сформувати супер-гурт. 6 квітня 1983 року було офіційно оголошено, що Гіллан замінить Роні Джеймса Діо в Black Sabbath. Гурт записав альбом Born Again в Manor Studios в Оксфорді. Посилаючись на проблеми зі здоров'ям Ворд вирішив не брати участь в турі, і його замінив Бів Біван.
Як член Black Sabbath, Гіллан був зобов'язаний вивчати їх старий репертуар, але він мав труднощі з запам'ятовуванням слів. Зрештою він придумав записувати слова на плексигласовій папці, і балансуючи на моніторі, перекидати її ногами. На жаль, сухий лід на сцені не давав можливості читати слова, внаслідок чого глядачі були свідками появи його біля мікрофону, щоб заспівати декілька рядків, і зниканням під сухим льодом, для того щоб прочитати наступні декілька рядків. Так само як і матеріал з Born Again, і старі пісні Black Sabbat, гурт регулярно виконував «Smoke on the Water» гурту Deep Purple на біс.
Гіллан був сильно незадоволеним своїм коротким перебуванням в Black Sabbath, зокрема, фінальним міксом Born Again (хоча йому подобалися пісні та оригінальні мікси), його обкладинкою, на якій було зображено демонічну дитину. Його процитували в Kerrang! в 1984, він сказав: «Я подивився на обкладинку і мене вирвало». В інтерв'ю на підтримку відновлення Deep Purple у 1984, він заявив про Born Again: «Вони надіслали мені коробку з записами. І коли я побачив обкладинку, в потім почув запис, я розламав все на шматки».
На альбомі був тільки один напівуспішний радіо трек — Keep It Warm. В інтерв'ю на другій частині відеокасети The Black Sabbath Story (1992) він сказав: «Я був найгіршим з усіх вокалістів Black Sabbath …». Тим не менше в тому ж інтерв'ю він сказав, що йому подобаються учасники Black Sabbath особисто («Я люблю Тоні, Я люблю Гізера»)

### Возз'єднання Deep Purple, 1984–89 і 1992–до сьогодні

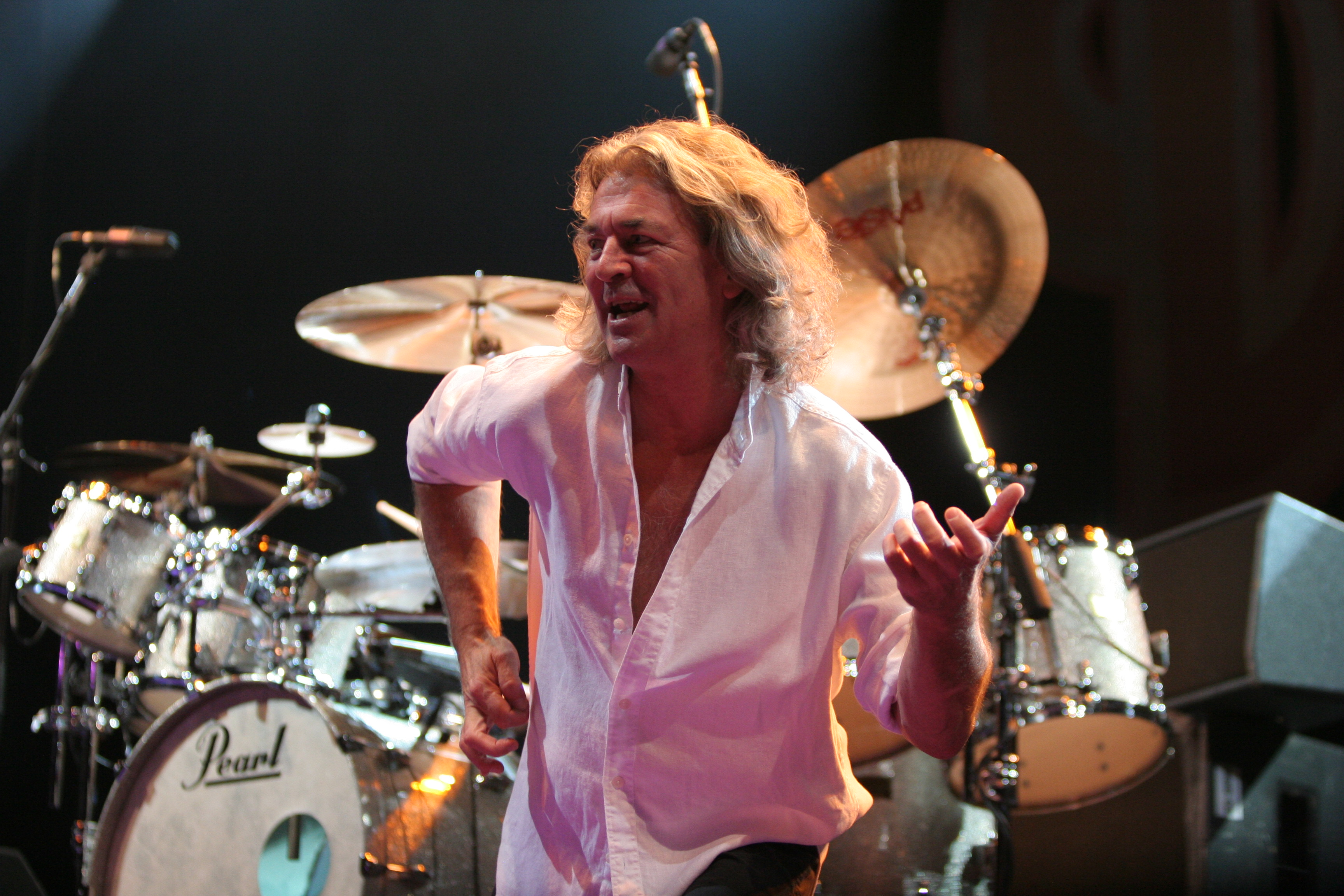
Ієн Гіллан грає на повітряній гітарі в Амфітеатрі Молсона, Торонто, Канада

Після розчарування з Black Sabbath, Гіллан приєднується до возз'єднаної Deep Purple в квітні 1984, про своє повернення на радіо шоу Томмі Венса. Реформований гурт репетирував в Стоу, штат Вермонт, і записав альбом Perfect Stranger, і вирушив у світовий тур. Інший студійний альбом цього складу The House of Blue Light вийшов у 1987 році, але Гіллан був стурбований кінцевим результатом, заявивши: «У цьому альбомі чогось бракує. Я не відчуваю дух гурту».
В 1988 році вийшов концертний альбом Nobody's Perfect. В альбомі також присутній перезаписаний в студії хіт 1968 року «Hush», з Гілланом на вокалі, в честь 20-річчя гурту Deep Purple (В оригінальній версії 1968 на вокалі був Род Еванс). Гіллан пізніше сказав, що альбом був «втіленням всіх неправильних речей з Deep Purple».
На відміну від свого досвіду з Deep Purple в 1970-х роках, Гіллан відчув розчарування, що група працює не достатньо. Для того, щоб виконати свій контракт з Virgin, він заснував сайд-проєкт з Гловером, написавши і записавши пісні, які не вписувалися в створений Deep Purple гард-роковий стиль. Це призвело до випуску альбому Accidentally on Purpose. До 1989 напруження в стосунках між Гілланом і Блекмором виникла знову, у зв'язку з великим ентузіазмом колишніх членів гурту до гастролей і розбіжностей з приводу музики — пісня «Mitzi Dupree» на The House of Blue Light, яка є оригінальним демо Блекмора, відмовилися переписати. Це призвело до проведення репетиції Блекмором без Гіллана. Після уїдливого аргументу, Гловер сказав Гіллану: «Ієн, ви зайщли занадто далеко цього разу», і його звільнили, замінивши колишнім вокалістом Rainbow, Джоном Лінн Тернером, на один студійний альбом Deep Purple.
Гіллан, тим часом створив новий гурт, який назвав Garth Rocket and the Moonshiners. До складу гурту входили клавішник Марк Бакл, басист Кейт Малхолланд, барабанщик Луї Розенталь і гітаристи Гаррі Шоу і Стів Морріс. Протягом 1989 року група регулярно гастролювала і записала альбом Naked Thunder. Пізніше Гіллан висловив невдоволення альбомом. Також у цей час Гіллан виступив на перезаписі «Smoke on the Water» на концерті Rock Aid Armenia, разом з Брайаном Адамсом, Тоні Айоммі, Девідом Гілмором, Брайаном Меєм, Роджером Тейлором, Брюсом Дикінсоном і Полом Роджерсом, для благодійної допомоги постраждалим після землетрусу у Вірменії. Також він продовжував гастролі зі своїм сольним гуртом, щоправда у дещо зміненому складі, по всій Європі, США та Росії.
За наполяганням Гловера, Лорда і Прайса, які хотіли бачити Гіллана у складі під час туру присвяченому 25-річчя гурту, відбулось чергове об'єднання Гіллана і Deep Purple в 1992 році для запису альбому The Battle Rages On. Гіллан був незадоволений роботою над альбомом, оскільки він вже був частково завершений з Джо Лінн Тернером, і він повинен був перезаписати тільки слова і вокальні мелодії, що, також, викликало критику з боку Блекмора. Частково через це Блекмор покинув гурт у листопаді 1993 року під час туру в підтримку цього альбому.
Ієн Ґіллан

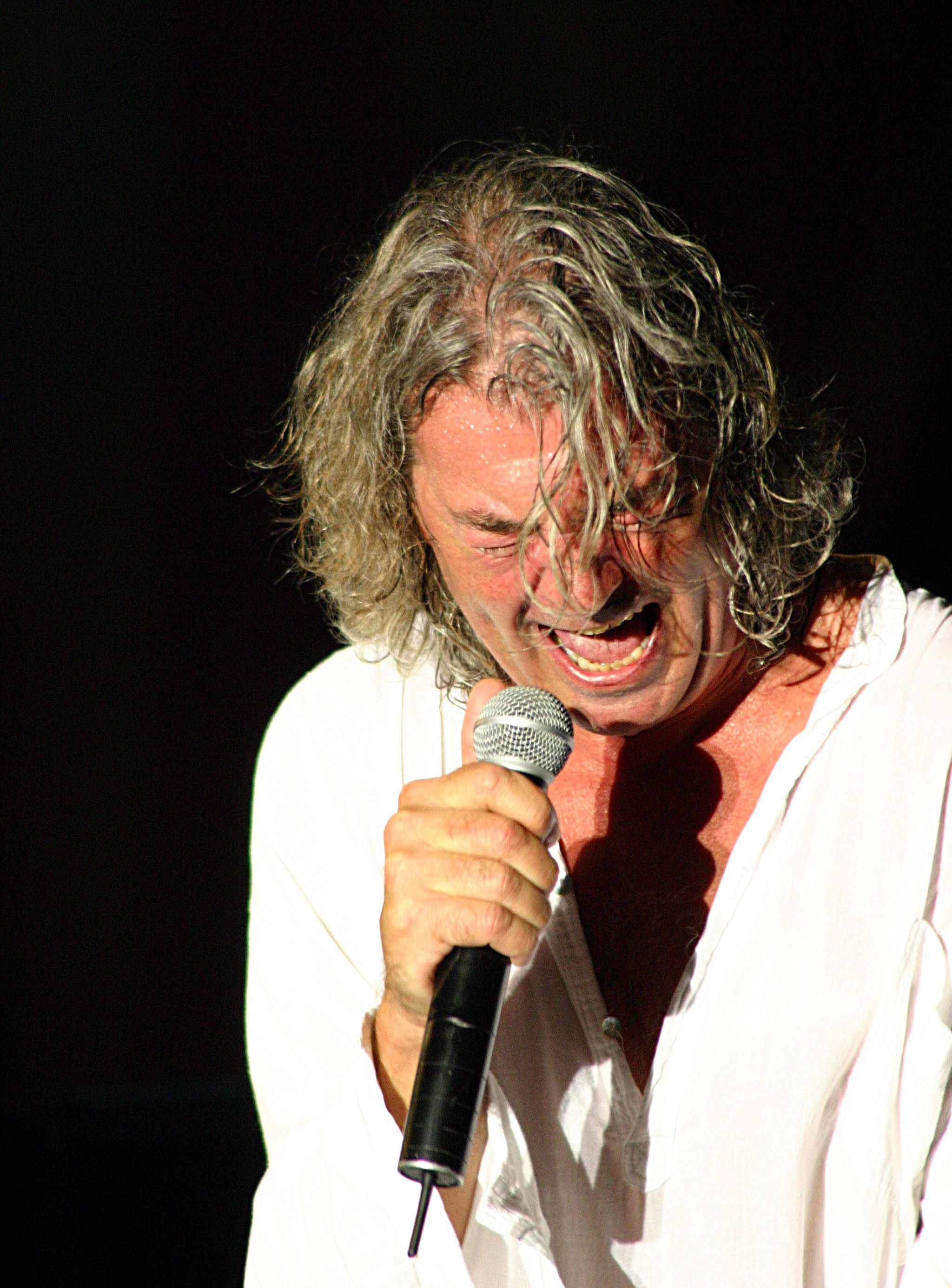
Виступ Гіллана з Deep Purple в Нікосії, Кіпр, Червень 2005

Гіллан був особливо захоплений проведенням туру після відходу Блекмора, і після короткого перебування з Джо Сатріані і гітаристом Dixie Dregs/Kansas Стівом Морсом, якого запросили до Deep Purple. Він прагнув внести зміни в живий виступ негайно, додавши пісню, яка тоді рідко виконувалась May Be I'm Leo (названа в честь знаку зодіака Гіллана) і When a Blind Man Cries — яка є однією з основних пісень гурту на виступах і до сьогодні. Він сказав, що їх перший альбом з Морсом, Purpendicular, «був важливим записом для Deep Purple, без якого інші записи були б неможливими».. Although the band has found more success touring than with producing records, Хоча гурт досяг більшого успіху у гастролях ніж у студійних записах, Гіллан залишається вокалістом гурту і до сьогодні.

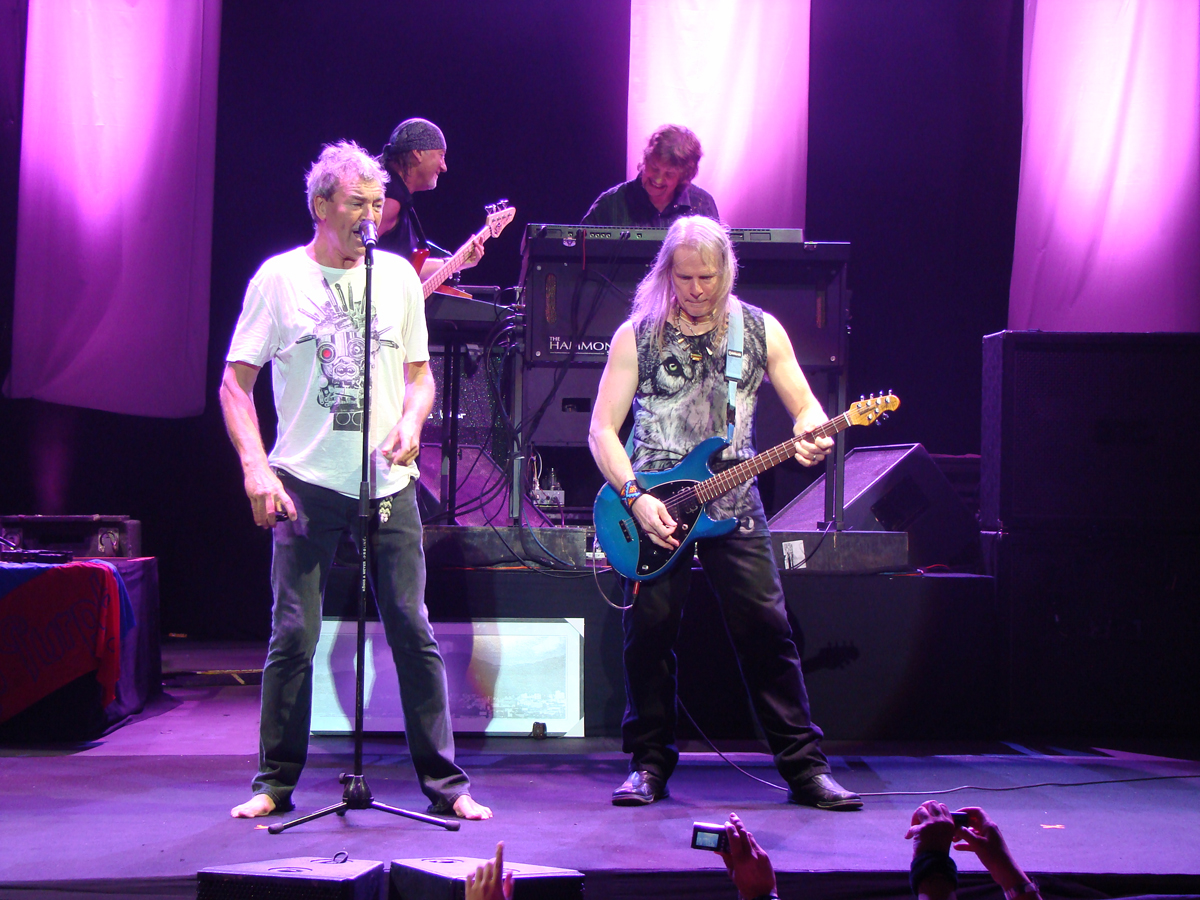
Ієн Гіллан з іншими учасниками Deep Purple Роджер Гловер, Дон Ейрі and Стів Морс

Гіллан приділяє особливу увагу до лірики в Deep Purple, і вважає, що він головний автор слів у гурті. Обговорюючи важливість лірики, він сказав: «Слова повинні звучати добре. Вони повинні звучати як інструмент, вони повинні мати значення ударних». Він схарактеризував лірику альбому Banana 2003 року, як «політика переважно». Після альбому Rapture of the Deep, Deep Purple гастролює постійно. Гіллан особливо мотивований до гастролів гурту, бо він відчуває, що регулярне живе виконанні потрібно для того, щоб тримати голос у формі, і використовує різні імпровізації, відчуваючи, що він отримує свіжу виставу для вболівальників.
У мене ніколи не було ніяких амбіцій у житті. Я просто плив день за днем, з дурнуватою посмішкою на обличчі.— Ієн Ґіллан, 

### Пізніша сольна діяльність

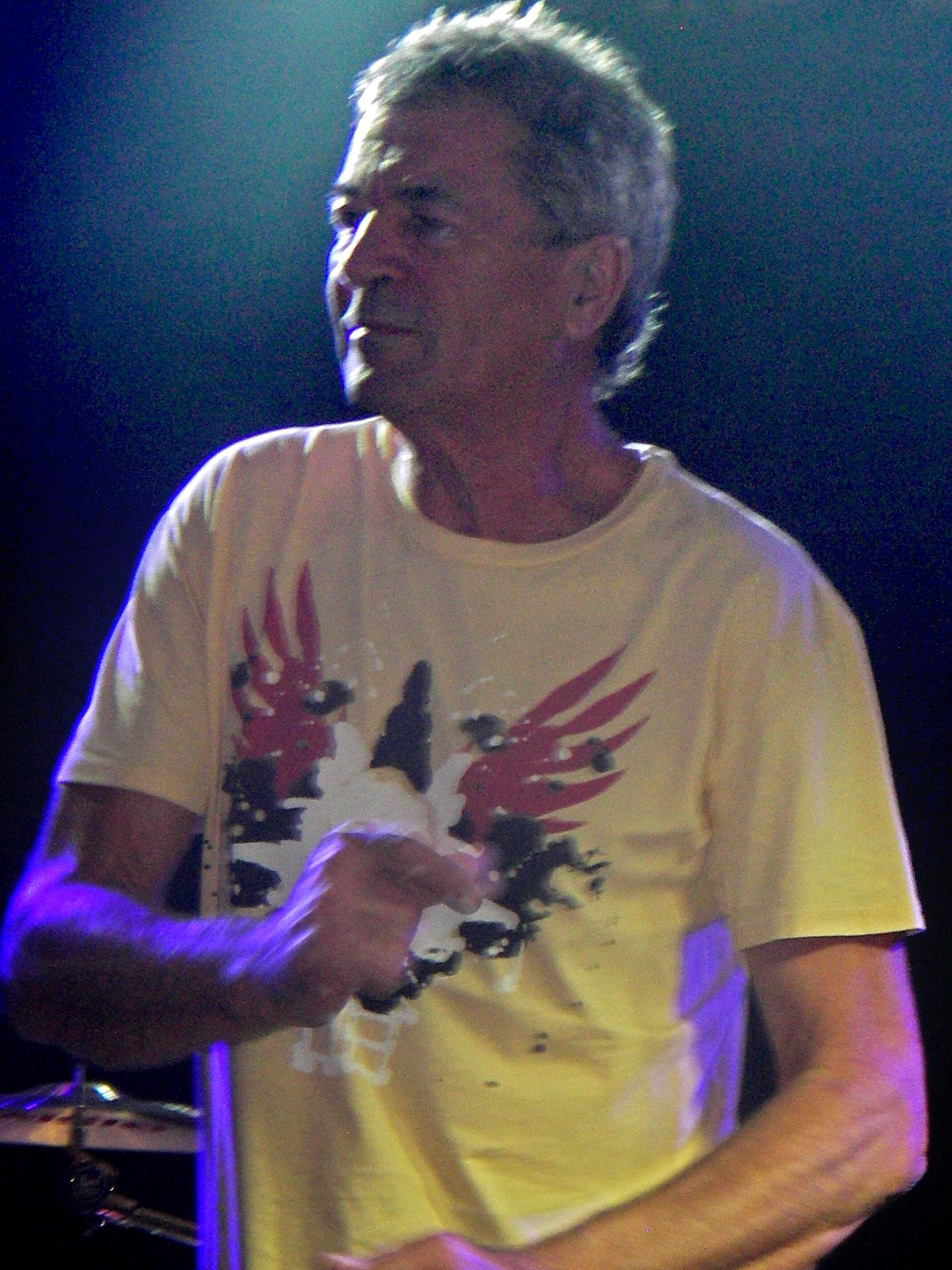
Ієн Гіллан на Sunflower Jam, Лондон, 2008.

Хоча Гіллан регулярно гастролює з Deep Purple з 1994 року, він знайшов час на інші проєкти.
31 березня 2006 року Гіллан з'явився на концертів честь Томмі Венса в Лондоні. Його супроводжували Роджер Гловер, Стів Морріс, Дін Ховард, Майкл Лі Джексон, Гаррі Джеймс, Сім Джонс і Річард Котл.
У квітні 2006 року Гіллан випусти компакт-диск/мультимедійний проєкт для документування своєї 44-річної кар'єри, який називається Gillan's Inn. Тоні Айоммі, Джеф Гілі, Джо Сатріані, Говард Дін, а також теперішні і колишні учасники Deep Purple, такі як Джон Лорд, Роджер Гловер, Ієн Пейс, Дон Ейрі і Стів Морс, показані на цьому компакт-диску і DVD. Цей проєкт, спродюсований Ніком Благона, включає в себе

### WhoCares

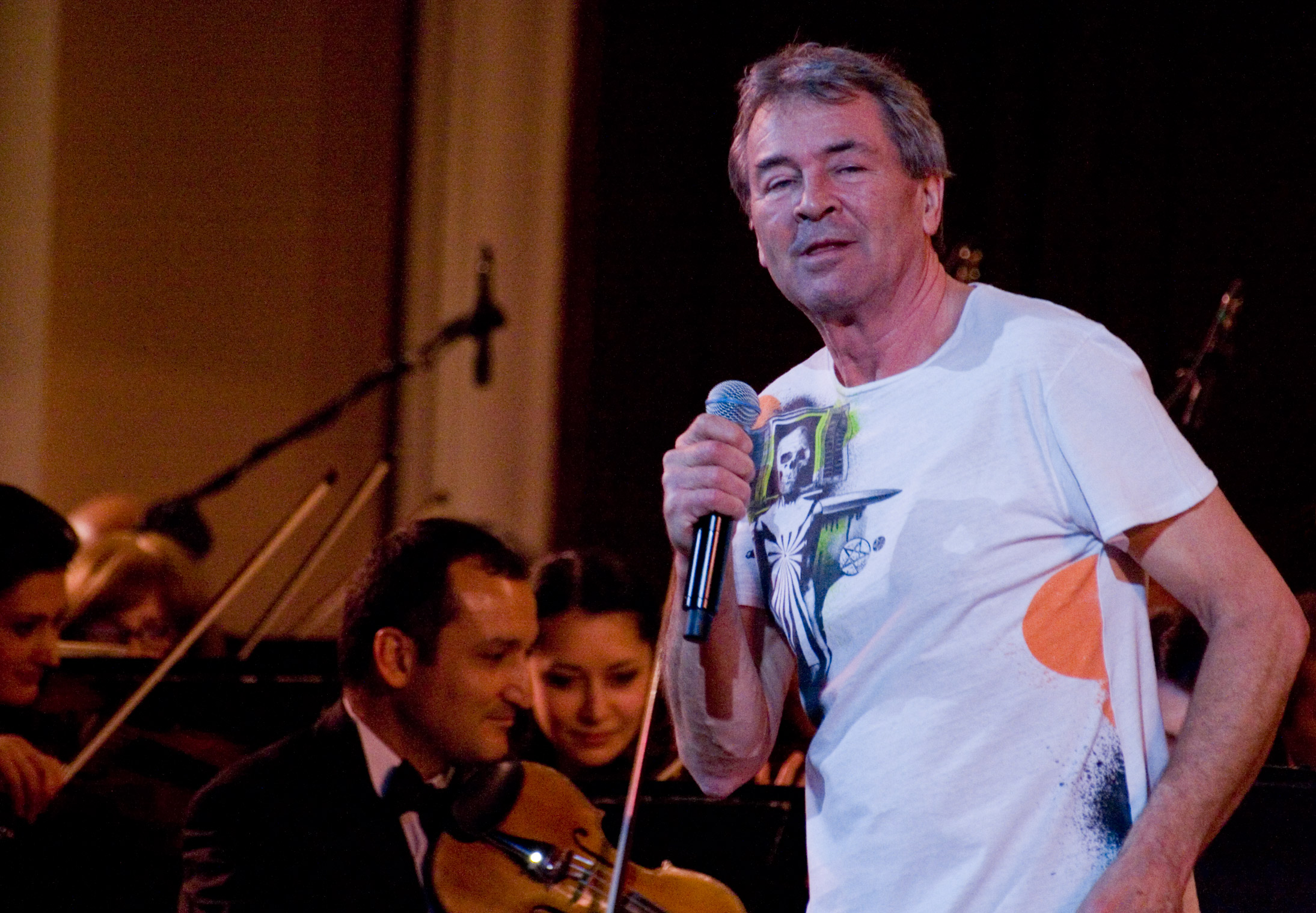
Ієн Гіллан з Державним Філармонічним Оркесторм Вірменії, 26 березня 2010

Гіллан виразив особливу прихильність до Вірменії і зберіг там популярність ще з фестивалю Rock Aid Armenia у 1988 році, що призвело створення супер-гурту WhoCares — сайд-проєкту Deep Purple.
2 жовтня 2009 року, на часть 20-річчя Rock Aid Armenia, Гіллан разом з Тоні Айоммі, Джеффом Даунсом і організатором проєкту Джоном Ді були прийняті прем'єр-міністром Вірменії, який нагородив їх Орденом Пошани ремпубліки.
26 і 27 березня 2010 року, в Єревані, Гіллан виступив з Державним Філаромонічним Орекстром Вірменії. На прес-конференції в Єревані 27 березня 2010 року, Гіллан заявив, що вважає Вірменію своєю духовною батьківщиною.
У 2010 році Гіллан зустрів Тоні Айоммі, Ніко Макбрейна і Джона Лорда, Мікко Ліндстрема з HIM і Джейсона Ньюстеда у студії в Лондоні, щоб закінчити запис пісні «Out of my Mind», яка вийшла 6 травня 2011 року. Всі кошти з продажу музики WhoCares буде спрямовано для відкриття музичної школи в Гюмрі, Вірменія.

### Немузичні проєкти
В 2010 році Ієн Гіллан організував в Польщі показ документального фільму про великого польського композитора Фредеріка Шопена режисера Єжи Шкамрука. Історія Шопена розповідає про становлення художнього генія композитора і документи про його польський період. Фільм здобув декілька міжнародних нагород, у тому числі як найкращий документальний фільм на міжнародному фестивалі Tourfilm в Флоріанополісі, Бразилія. Він вийшов на польському каналі Discovery Historia 21 червня 2011 року. Світова прем'єра DVD поки що в роботі.

## Особисте життя

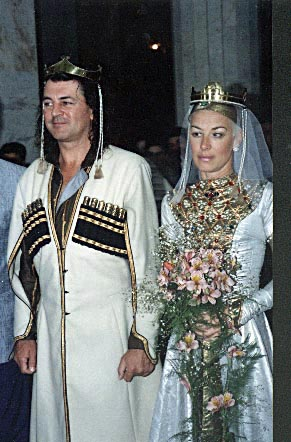
Ієн і Борн, одягнуті в грузинські національні весільні костюми святкують власне одруження під час перебування Гіллана в Тбілісі у 1990 році

### Сім'я
Гіллан мав стосунки з Зоєю Дін з 1969 по 1978 роки. Вони знали один одного під час його перебування в Episode Six.
В 1984 році Гіллан одружився з своєю дівчиною Брон, якій присвятив композицію «Keep It Warm» з альбому 1983 року Born Again гурту Black Sabbath. Вони двічі підтвердили свої шлюбні обіцянки відтоді. Гіллан має двох дітей і трьох внуків, усі вони виховані в Шотландії. Гіллан перебрався до південної Португалії наприкінці 2000 року.

### Інше
Гіллан пристрасний фанат футболу і вболіває за Куїнз Парк Рейнджерс. Він також великий прихильник крікету. Також він відомий своєю нетерпимістю до агресивно налаштованого натовпу працівників служби безпеки на концертах. 15 серпня 1998 року був звинувачений у нападі після удару по голові мікрофоном охоронця.
Його прізвище часто помилково вимовляється як Джілліан. Він сам це показав у словах до пісні «MTV», з альбому Deep Purple 2005 року Rapture of the Deep, де він співає про «Містера Гровера і містера Джилліана».

## Підтримка України
У березні 2022 року Ієн Гіллан разом із іншими учасниками «Deep Purple» засудив російське вторгнення в Україну:
|              | Якщо висловитись зараз означає, що ми ніколи більше не побачимо наших російських друзів, то для нас це велика жертва, але це ніщо в порівнянні з тим, що ми ніколи більше не побачимо наших українських друзів, яких вбивають, щоб задовольнити психопатичні амбіції російського лідера. Я хотів би бачити на вулицях мільйони росіян, що демонструють огиду до вторгнення в Україну, і я хотів би мріяти, що дуже швидко Росія знайде якесь сучасне керівництво, яке поверне їх у світ, як друзів. |
| — Ієн Ґіллан | |

## Вибрана дискографія
Видатні релізи.
Цифрові значення показують найвищі досягнуті позиції в британських чартах.

### З Deep Purple
- Concerto for Group and Orchestra (1969)
- Deep Purple in Rock (1970, #4)
- Fireball (1971, #1)
- Machine Head (1972, #1)
- Made in Japan (1972, #16)
- Who Do We Think We Are (1973, #4)
- Perfect Strangers (1984, #5)
- The House of Blue Light (1987, #10)
- The Battle Rages On (1993, #21)
- Purpendicular (1996, #58)
- Abandon (1998, #76)
- Bananas (2003, #85)
- Rapture of the Deep (2005, #81)
- Now What?! (2013)
- Infinite (2017)

### З Ian Gillan Band
- Child in Time (1976)
- Clear Air Turbulence (1977)
- Scarabus (1977)
- Live at the Budokan (1977, EUR: 1983)

### З Gillan
- Mr. Universe (1979)
- Glory Road (1980)
- Future Shock (1981)
- Double Trouble (live) (1981)
- Magic (1982)

### З Black Sabbath
- Born Again (1983)

### Сольні
- Accidentally on Purpose (1988, як Гіллан і Гловер, з Роджером Гловером)
- Naked Thunder (1990, США: 1997)
- Toolbox (1991, США: 1997)
- Dreamcatcher (1997, США: 1998)
- Gillan's Inn (2006)
- One Eye to Morocco (2009)

### З WhoCares
(також знаний як Ієн Гіллан, Тоні Айоммі і Друзі)
- Ian Gillan & Tony Iommi: WhoCares (2012)